# Invasió tamerlànida de l'Imperi Otomà
La guerra contra el mamelucs per part de Tamerlà fou un conflicte bèl·lic que es va desenvolupar el 1402 i 1403 i va suposar un triomf complet sobre Baiazet (que va morir) i la destrucció temporal de l'incipient Imperi Otomà.

## Tamerlà prepara la guerra contra Baiazet I (1401-1402)
Timur necessitava una mica de temps per una campanya de propaganda que fes de la seva acció contra els otomans una cosa adequada per l'Islam. A més diversos fets van ser considerat bons auguris pel resultat de la guerra, el que apujava la moral de la tropa la qual a més va rebre la paga dels set anys següents i poc després se’ls ordenava estar preparats per una campanya que ja havia esdevingut popular per l'acció dels propagandistes del règim. Com a bon estrateg, Timur es va informar de les forces i debilitats de l'enemic i de les rutes d'abastiments d'Anatòlia; l'estat de les rutes i les possibilitats de re avituallament li foren facilitats amb detall pels emirs refugiats a la seva cort que en part ho sabien per les seves visites i en part comptaven amb homes de confiança al territori.

## Tamerlà marxa a la guerra contra els otomans (1402)
El 25 de febrer de 1402 (16 de febrer de 1402 al calendari julià) Timur va sortir de la Regió del Karabakh. Va passar per Bardaa i Ganja i va arribar a la plana de Shamkur (Shamkir), des de on es va desviar per travessar la frontera pel Mont Tapasar a la Siunia. Mirza Muhammad Sultan pel seu costat, creuava el Kur i el remuntava per la riba esquerra seguint la vall que baixava de l'Ala Dagh cap el Bingol Dagh. Timur va sortir de Shamkir i es va dirigir cap a l'Ala Dagh acampant a Tabadar, a la frontera amb Geòrgia on se li va reunir el príncep Muhammad Sultan que després de creuar el Kur o Kura havia anat a devastar i saquejar la muntanya de l'Elbrús (Albrus Kuh).
Timur just abans de sortir l'exèrcit en campanya, va ordenar a las reines, princeses i dames i als petits prínceps, de retornar a Sultaniya (de fet van passar l'estiu a Tabriz i van seguir després a Sultaniya); després Tamerlà va anar a Menkul des de on va enviar des del seu campament (Mingol Yatak) una carta a Baiazet I, en què li oferia retirar les tropes a canvi que satisfés les seves exigències i entregués la fortalesa de Kemakh considerada una dependència “de l'herència persa”. Informat de la sortida de Kara Yusuf, Timur va insistir per mitjà del seu ambaixador en el lliurament en el lloc de Kara Yusuf, de la seva família i els seus partidaris. Prop del campament hi havia la fortalesa de Tortum, defensada per 200 georgians que no pagaven tribut, sota el comandament d'un cap anomenat Ghirbijek (el governador titular estava absent); la fortalesa va ser presa després de sis dies de setge sent destruïda fins als fonaments i els defensors executats (el governador “que havia escapat” va anar a sotmetre’s a Timur i fou perdonat, però no és clar si es refereix al titular o a Ghirbijek); l'exèrcit es va concentrar a l'entorn de la ciutat d'Awnik on Timur es va aturar a l'espera del retorn dels ambaixadors. Alli va reenviar a Sultaniya a l'emperadriu Tuman Agha (la única que havia quedat amb ell) amb el príncep Sad Vaccas, fill de Muhammad Sultan. Va aprofitar per debilitar a Baiazet I creant enfrontaments entre els tàtars de Sivas, de Kayseri i de Malatya, als que per mitjà del seu representant Fazil va demanar una aliança militar i a canvi els enviaria un kan o reconeixeria al que ells elegissin.

## Conquesta de Kemakh (1402)
Mentre això passava Timur es va dirigir a Erzurum on se li van reunir la resta de les tropes que havien estat operant al Kurdistan i l'Iraq Arabí, les quals des de Khulaji i les muntanyes de Sunatai havien anat fins a Awnik i Alatagh d'on l'emperador ja havia sortit, i el van anar a trobar a Erzurum. Timur va enviar a Mirza Muhammad Sultan a assetjar Kemakh mentre ell mateix anava a Erzincan on es va aturar.
Allà el va anar a trobar l'emir de Kastamonu, Mubariz al-Din Isfendiyar, que el va acompanyar després fins a Sari Kamish. Kemakh, construïda sobre una roca abrupta, defensada per un costat per l'Eufrates i algun afluent i per l'altre per un profund barranc, va resistir als atacants del príncep Muhammad Sultan. Decidit a ocupar-la, Timur hi va enviar als prínceps Abu Bakr, Khalil Sultan, Sultan Husayn Mirza i Iskandar, als amirs Jahan Xah, Xaikh Nur al-Din i Ali Burunduk amb nombrosos reforços; Kemakh fou privada d'aigua i després de diversos dies atacant-la es va decidir un atac general. Els muntanyesos de Makran van intentar una escalada de nit per posar en l'obscuritat unes cordes que permetessin als soldats pujar i assaltar la fortalesa; aquest intent va fracassar ja que foren descoberts per la guarnició i rebutjats amb pedres; aquí va morir Ali Shir, nebot de l'amirzade Abas.
L'endemà al matí l'assalt es va reprendre amb gran fúria. Les tropes d'Abu Bakr van ser les primeres a l'assalt seguides de les Muhammad Sultan; les operacions es van veure facilitades pel cobriment d'una part del barranc que defensava un dels costats. La fortalesa, considerava impregnable, va caure després d'una defensa ferotge en la que no es van estalviar ni el foc grec, ni les fletxes, ni les roques. Timur, com que la fortalesa només estava a uns 35 km de Erzincan, la va anar a visitar i en va concedir el govern a Tahartan que conservaria per a si també la marca de l'Eufrates. Mirkhwand diu que el governador local fou l'amir Shams al-Din. La conquesta es datada per Ibn Arabshah el maig del 1402 però probablement es una confusió entre el mes de Shawwal (maig) i el de Shaban (març) ja que per un document de 11 d'abril de 1402 se sap que Timur ja era a Sivas abans del 6 d'abril de 1402 i, per tant, en aquesta data ja havia visitat la fortalesa de Kemakh

## Timur a Sivas (1402)
A l'abril Timur va tornar a Erzincan i va prendre les darrers disposicions militars mentre les seves forces acabaven de sotmetre als indígenes que s'havien refugiat a les muntanyes properes, que en molts casos, atemorits, sortien i es sotmetien. L'exèrcit es va posar altre cop en marxa i es va dirigir cap a Sivas, que era encreuament de camins caps als ports de la mar Negra i mar Mediterrània i dominava una extensa regió agrícola. Sivas fou ocupada (6 d'abril) i com que les fortificacions estaven desmantellades no consta cap resistència.
Allà el van anar a trobar els seus ambaixadors i els de Baiazet I que portaven el refús del sultà a la proposta de Timur en el sentit que els otomans no volien renunciar a Kemakh de cap manera i tampoc oferien entregar a Kara Yusuf. Timur va refusar els regals del sultà i va declarar que la decisió de fer la guerra era irrevocable; en presència dels ambaixadors va passar revista al seu enorme exèrcit, revista que es va fer a la plana de Sivas (probablement a mitjans d'abril del 1402) i va durar des de punta del dia fins al migdia. Hi havia 20 sultans que representaven a Transoxiana, Hindustan, Pèrsia i Turan (segons al-Bitlisí) i entre ells els amirs de Shirwan, de Gilan, de Diyarbakr, de Kurdistan, de Sistan, de Badakhxan i del Turkestan. M. M. Alexandrescu-Derca, a la seva obra “La campagne de Timour en Anatolie (1402)” indica la data del 1 o 2 de Ramadà del 804 i li fixa com equivalència el 4 o 5 d'abril del 1402, però aquesta data es segons el calendari julià, segons el gregorià seria el 13 o 14 d'abril de 1402. Com que sabem que Timur (Tamerlà) era a Sivas des de al menys el dia 6 d'abril, la revista va haver de ser posterior al dia 6; el dia 13 o 14 encaixa perfectament. Després va acomiadar als ambaixadors amb una darrera proposta: perdonaria a Baiazet I si li enviava a un dels seus fills com hostatges i alliberava a les dones i fills de Tahartan.

## Fins a la batalla d'Ankara (1402)[1]
En aquests dies, Timur va rebre una delegació de 300 àrabs de l'Iraq i dels Sayyids de Kerbala i seguint la ordre donada pel quart califa Ali ibn Abi Talib al seu cap Sayyid Muhammad Meftah, se li va entregar un estendard blanc. Timur va explicar a les seves tropes que la campanya es trobava ara sota protecció divina.
Mentre, els territoris de l'entorn estaven sent ocupats per les forces de Timur. Així la ciutat de Harluk (Yazdi l'anomena Haruk), on es refugiaven molts camperols de l'entorn, fou capturada pels emirs Nur al-Din i Burunduk després de pocs dies d'atac. Tots els habitants foren massacrats sense perdonar-ne ni un.
Baiazet I va acabar oposant-se al suggeriments pacifistes del seu entorn. Descartant el setge de Constantinoble tot i que estava a punt de caure, va marxar a tota velocitat a Brusa. El sultà havia quedat en pitjor situació perquè els genovesos, venecians i romans d'Orient (que des de l'agost de 1401 sabien la intenció de Timur) que estaven en converses a Brusa amb Baiazet I sobre el futur de Constantinoble, van canviar d'actitud i les converses es van trencar (setembre de 1401). Baiazet I podia témer una acció comuna de les flotes genovesa i veneciana ampliades a altres, per tallar les comunicacions entre les dues parts de l'imperi i efectuar un cop de ma sobre Gal·lípoli i tallar-li la retirada en cas de derrota. Per aturar aquesta amenaça Baiazet I va deixar a Gal·lípoli nou galeres i alguns vaixells mes petits i va fer armar a Altoluogo (Ayasoluk) i a Palatia (Balat) una flota de 20 vaixells sota les ordres d'un renegat de Quios, un tal Atessy.
Sabent que Timur havia entrat als seus estats, Baiazet I va reunir a la regió d'Izmid, Iznik i Brusa, l'exèrcit d'Anatòlia, format per contingent dels antics emirats i ara províncies d'Aidin, Sarukhan i Karasi, sota ordres de Suleyman (el seu fill), contingents dels antics emirats d'Hamid i Teke, manats per Mustafà, els zelosos campions de Karaman i l'atrevida joventut de Germiyan. Va cridar també a les tropes de Rumèlia que estaven assetjant Constantinoble i a les que estaven de guarnició a Gal·lípoli i va cridar també a tots els seus vassalls (timarli i zaim) musulmans i cristians de Rumèlia i Sèrbia perquè li enviessin tropes. També va fer venir als tàtars de Germiyan, de Sivas i del sud de Rússia (Desht i-Kiptxak) que van passar per Moldàvia (Boghdan).
Els espies de Temur el devien informar que els ambaixadors otomans havien aparegut al Caire poc després de la caiguda de Sivas, pressionant per una aliança contra Timur. La proposta no fou acceptada perls mamelucs perquè Baiazet I s'havia apoderat de Malatya (que era egípcia) després de la mort de Barquq. Per ara, no hi va a ver aliança però Timur va comprendre que en qualsevol moment els sultans otomans i egipcis podrien unir forces i posar un poderós exèrcit al camp contra ell.
Baiazet I va repartir les tropes que havia reunit (que serien uns 90.000 homes) i va formar dos cossos d'exèrcit i els va ordenar d'avançar a marxes forçades a Ankara. L'exèrcit concentrat a Izmid es va dirigir allí per Boli i Gerede; els concentrats a Brusa i a Iznik van agafar la ruta de Keiwe i Bey Pazari. Pel camí es van reunir més efectius. A Ankara, Baiazet I va saber que Timur es trobava amb el seu exèrcit a Sivas i que tenia la intenció de dirigir-se a Tokat. El Sultà va promulgar un iride (mandat) per obstruir tots els passos de la ruta de Sivas a Tokat, especialment el congost de Yildiz Dagh.
Baiazet I al mateix temps va forçar la marxa de les tropes i no va esperar a Timur a Ankara per lliurar una batalla decisiva (com aconsellava el gran visir Ali Paixà) i només hi va deixar una part de les tropes i la reserva, per servir de punt de suport per futures operacions. Va creuar el Kızılırmak on va concentrar la resta de les seves tropes a la regió on hi havia les viles de Kadi Shehir, Artik Owa i Ak Dagh Madeni, que li eren molt fidels; aquesta regió estava coberta de boscos, terreny mes favorable a un exèrcit format en gran part per infanteria en contra d'un format bàsicament per cavalleria. Baiazet I va ordenar a les tropes de Tokat i Amasya de marxar a Sivas i ocupar la regió de Yildiz Dagh i Ala Dagh a la vora dels tàtars negres o kara tàtars dels que creia que podia comptar amb la seva ajuda i lleialtat.
Aquesta posició els permetia controlar el congost de Yildiz Dagh, els passos de Yeshil Irmak i del Kızılırmak, i atacar la rereguarda enemiga si aquest s'aventurava en l'estret camí entre Sivas i Tokat maniobrant en una regió de boscos i muntanyes. Els timúrides no podrien explotar la seva superioritat de cavalleria en camp obert. Però Timur coneixia (per experiència personal) els perills d'una guerra d'escaramusses en muntanya i els seus espies l'havien informat de la topografia i recursos de la regió, les rutes i les posicions otomanes. Timur va decidir abandonar ràpidament la regió de Sivas forçant a Baiazet I a modificar els seus plans. Les tropes otomanes ja eren a Tokat i Timur va abandonar la idea d'anar-hi i va elegir una ruta diferent: va descendir per la vall del Kızılırmak cap a Kayseri. L'avantguarda sota el comandament de l'amir Sulayman Xah va explorar la ruta fins Kayseri però no més enllà. El gruix de l'exèrcit va seguir a traves de planes i valls.
Després d'una marxa de 6 dies, recorrent una notable distància, Timur va arribar a Kayseri on l'exèrcit es va reagrupar sense ser inquietat pels otomans; durant 4 dies les tropes van descansar i re-aprovisionar; seguint els previs reconeixements d'Abu Bakr i Xaikh Nur al-Din, es va dirigir aleshores cap a Ankara. Es calcula que eren uns 140.000 homes. Quatre dies després va arribar a Kir-Shehir, on va saber que les tropes de Baiazet I no eren lluny; va fer acampar a la plana al nord de la vila ordenant als xahzades fortificar el camp rodejant-lo d'una rasa proveïda d'escuts i palissades. Va enviar a l'amir Xah Malik al front d'un binlik o minghan (un regiment de 1000 homes), per descobrir les posicions dels otomans; a la nit Timur es va apropar al campament otomà que estava a uns 50 km del seu. Despuntava el dia i el destacament es va camuflar però fou descobert per tropes lleugeres otomanes que recorrien la regió i va haver de oposar una resistència ferotge; aquesta escaramussa va decidir a Baiazet I de dirigir a la tarda el seu exèrcit cap a Kir-Sehir. Informat per Xah Malik, Timur va fer vigilar els moviments del sultà per un destacament de 60 guerrers considerats molt valents, entre els quals Elies Khoja, Xaikh Ali Bahadur, Sayyid Timur i el seu germà Murad, Dane Khoja, Husayn Kurtji i Sultan Malik.
Mentre Malik Xah feia una hàbil retirada i es reunia al gruix de les forces de Timur. L'endemà al matí aquest va proposar dos plans al consell de guerra: esperar a l'enemic al lloc, cosa que permetia descansar a la tropa, o penetrar al cor del país i causar la màxima destrucció el que facilitava enfrontaments menors que obligaven a l'enemic a llargues marxes i el cansaven sense obtenir resultats.

## La batalla d'Ankara (1402)[1]
Timur va confiar la guàrdia del camp de Kirshehir a Sultan Husayn Mirza amb dos mil cavallers. Als amirs Ali Burunduk i Besteri els va enviar amb potents cossos de tropes en direcció a Ankara per saquejar la regió i impedir tota comunicació entre la ciutat i el seu entorn. Aquestes tropes anaven seguides d'un destacament de infanteria encarregar de cavar pous i de fer practicables les rutes, especialment el pas del Kızılırmak de Kopru Kioy. Mentre la infanteria aclaria el camí, la cavalleria l'assolava. El destacament de Elies Khoja, que era el que aclaria el camí, es va trobar amb una columna avançada de l'enemic i va poder fer dos presoners. Per la part otomana un dels fills de Baiazet I es va acostar al campament timúrida en camuflatge i va estar a punt d'aniquilar la petita tropa d'Elies Khoja que fou auxiliada al darrer moment per forces enviades per Sultan Husayn Mirza que els va posar en fuita. Timur va sortir també de Kir-Shehir i es va dirigir a Ankara on va arribar al cap de tres dies. La ciutat tenia notables fortificacions i estava defensada per una guarnició formada per soldats de lleialtat comprovada sota les ordres de Yakub Beg. Timur podia esperar una forta resistència com la que abans havia trobat a Sivas però aquesta vegada amb un exèrcit a poc mes de 40 km al nord de Kir-Shehir.
Timur va ordenar ocupar la regió de Moghan Gol i Emir Gol per prevenir un atac pel sud i va acampar a la regió avui anomenada Demirli Baghče. Timur es va adonar de l'avantatge que suposaria per a ell ocupar aquesta plaça situada en un encreuament de rutes que des de Síria i Armènia portaven fins a Tràcia i Cilícia. Timur ignorava que el sultà ja estava en marxa, i pensava ocupar Ankara abans d'enfrontar-lo però no pensava deixar enrere l'exèrcit otomà sinó enfrontar-lo quan li fos mes favorable, que seria quan la ruta cap a Brusa estaria tallada. El pla fou ràpidament concebut i executat: Ankara seria atacada del costat del Bend-Deresi (vall de les Conductes) on hi havia el punt mes vulnerable de les fortificacions. L'aigua de la rasa seria drenada i es desviaria el riu que alimentava la vila dirigint-lo a l'est de Jebeji; els miners es van posar ràpidament a la tasca excavant soterranis sota els murs de la vila segons les noves tècniques ja provades a Sivas; mentre els amirs entre els quals Ali Dhir i Shahsuwar intentaven escalar una de les torres però quan estaven a punt d'ocupar-la. Timur, que dirigia des de Hizirlik Tepesi, va donar la ordre de retirada al haver rebut la notícia de que Baiazet I es trobava ja a prop d'Ankara (a 4 llegues o sigui menys de 20 km) al camí de Kalejik.
Timur l'esperava força més tard i per la ruta de Kir-Shehir però Baiazet I, sabent que Timur volia ocupar Ankara, s'havia avançat mentre ordenava a Yakub Beg de resistir fins al darrer home i s'havia dirigit a tota velocitat cap allí per sorprendre l'exèrcit atacant com havia fet a Nicòpolis, maniobra que fou realitzada amb eficàcia i rapidesa i que sense el geni militar de Timur hauria estat clau; l'exèrcit timúrida que no participava a l'atac a Ankara estava dispersat a l'entorn de la regió dels llacs Moghan i Emir per abeurar als cavalls i Baiazet I els hauria pogut atacar fàcilment pel costat dels pobles de Rawil i de Melikshah combinat amb una sortida de la guarnició d'Ankara que els hauria agafat per darrera, els hauria aculat a la vall del Kızılırmak i els hauria pogut aniquilar; l'ala dreta es podria recolzar en el mont Mire (Mire Dagh) mentre l'esquerra amb l'exèrcit de Rumèlia i els tàtars quedaria protegida per l'eminència de Bahadir (Bahadir Tepesi). L'assalt el farien les tropes concentrades a la regió de les muntanyes Boyrek i Mire; la vall de Kaghla, pròxim al Mont Kara; a mes Baiazet I tenia tropes de reserva al mont Čatal, a uns 4 km, per evitar qualsevol intent de rodejar-lo. Però el consell de guerra no va tenir acord: Çandarli Alí Paixà va desaconsellar la batalla per la superioritat numèrica de la gent de Timur i va recomanar atacs nocturns limitats i bloqueig; els begs mes experimentats opinaven a favor del pla exposat; però Firuz Beg, beglerbeg de Rumèlia, va reclamar llançar l'exèrcit sobre l'enemic i va apel·lar a la bravura dels turcs, i fou escoltat. La majoria dels begs van ser partidaris de fer donacions a les tropes i actuar bruscament; però Baiazet I va rebutjar els dos consells i va esperar fins l'endemà per lliurar la batalla al·legant que les tropes estaven cansades i els preparatius que calien i a mes que el dia ja estava molt avançat i només quedaven tres o quatre hores de claror.
Baiazet I va decidir moure’s cap al sud per prendre posició i va establir el campament a una llegua (5 km) del de Timur. Això fou un error perquè la seva posició era remarcablement bona mentre que ara se situava en una regió sense aigua i on la tàctica defensiva, en la que els otomans eren mestres, no es podia desenvolupar. Timur, que ja havia aixecat el setge, pel contrari, va avançar cap al nord i va establir el seu campament a la plana de Čibuk Čayi, a l'altre costat del riu. Timur va fer fortificar el campament amb una rasa (khendek) proveïda d'estaques i palissades i va fer assecar la única font que es trobava al pas de l'enemic o be d'enverinar la seva aigua.
El matí del 28 de juliol de 1402 Timur tenia disposat l'exèrcit, amb una ala dreta manada pel seu fill Miran Shah amb els amirs Xaikh Nur al-Din, Ali Burunduk, Khodja Hasan, Amir Bishr, Xaikh Ibrahim (xirwanxah), Tahartan, Hajji Abdallah Abbas i Sultan Sinjar, amb una avantguarda manada per Abu Bakr (fill de Miran Shah) assistit per Jahan Xah de lloctinent i els amirs Yadghar Barles, Sultan Husayn Mirali, Ali Sultan Tawaji i Amir Musa.
Timur en persona manava el centre amb les tropes d'elit. Hi havia al darrere un cos de reserva de quatre mil homes, sota comandament del príncep Muhammad Sultan (governador de Samarcanda) portant la insígnia de la cua de cavall i mitja lluna sobre, tenint de lloctinents als prínceps Rustem ibn Úmar Xaykh (Hakim de Siraz), Pir Muhammad ibn Umar Xaikh i Iskandar (Hakim d'Esfahan), Xams al-Din Abbas, Xah Malik (governador de Coràsmia) i l'amir Elies Khoja. A primera línia es van situar mes de 30 elefants de l'Índia portant torres amb arquers i llançadors de foc grec.
Baiazet I pel seu costat va donar el comandament de l'ala dreta al seu cunyat Esteve Llatzerevitx (el fill del príncep derrotat a Kosovo el 1389), Firuz Beg, Timurtaix Paixà, Hajji Il-Beg, Kuwwetlu Beg, Toyje Biliban, Ilyes Toghan i Bazariu Toghan; un contingent de serbis amb armes de foc anaven manats per Vuk Llatzerevitx (germà d'Esteve) i pels prínceps Gregori Brankovitx i Jordi Brankovitx. A l'ala esquerra es trobaven les tropes de Rum manades per Suleyman, fill gran del sultà (governador d'Aidin, Karasi i Sarukhan) assistit per Lala Shahin Paixà, Saruja Paixà i Ewrenos Beg.
Baiazet I es va reservar el cos de batalla compost dels geníssers i dels azap (o azeb) que formaven la infanteria. Tenia com a lloctinents als seus tres fills, Murat Celebi (governador d'Hamid i de Teke), Musa i Isa). La reserva la va confiar al més valent dels seus fills, Mehmet amb, com a lloctinents, els principals càrrecs de l'imperi: Çandarli Alí Paixà, Malkoe Beg, Abd Beg, Isa Beg, Balaban Beg, Daud Birli Beg, Alagoz Beg, Ahmed Beg, Bishr Beg, Mehmed Beg i Pashajik Beg. A primera línia estaven els esquadrons coneguts amb el nom de Boluk Halki (esquadrons populars).
Cap a les 10 del matí o poc abans del dia 28 de juliol de 1402, la infanteria va prendre posicions als turons.
Al capdavant de l'avantguarda de l'ala dreta l'amirzade i mirza Abu Bakr va iniciar la lluita amb una pluja de fletxes contra l'ala esquerra otomana de Suleyman. Jahan Xah i Kara Osman van avançar per recolzar l'atac.
A l'ala esquerra Xah Rukh va pressionar sobre les tropes sèrbies que van aguantar protegits per les seves armadures i amb les llances i les espases van rebutjar als timúrides que van haver de seguir tota la línia; Xah Rukh va haver de donar ordre de retirada cap a Saray per reunir-se amb les reserves. Però els serbis, envalentits, van seguir avançant i van quedar lluny de la resta de l'exèrcit; Baiazet I, per temor a que no fossin envoltats, enlloc de donar-los suport al centre, va ordenar reagrupar-se a la posició inicial; Esteve Llatzerevitx no volia obeir aquesta ordre errònia però per insistència del sultà va haver de acceptar-la i es va retirar cap a Melikshah. La retirada va encoratjar als timúrides que van pensar que havien derrotat als serbis i van avançar cap a les seves posicions recuperant el que abans havien perdut.
Al mateix temps, a l'altra extrem del camp de batalla, Jahan Xah i Kara Osman renovaven l'atac. En el moment mes fort de la batalla els tàtars de Baiazet I es van passar al hakim d'Erzincan, Tahartan, i van atacar la part posterior de l'exèrcit de Rumèlia provocant el pànic entre les tropes otomanes i Jahan Xah i Kara Osman les van enfonsar; Ewliya Celebi diu que no només van desertar els tàtars sinó també una part de la infanteria, que no havien rebut la paga (el visir Çandarli Alí Paixà va aconsellar que no fossin pagats).
Per restablir l'equilibri, Mehmet va sortir amb les reserves i en diversos moments va aconseguir igualar el combat refusant les forces de Sultan Husayn, Jahan Xah i Kara Osman. Això restablia la situació. Sultan Husayn, encara enervat, va portar les seves tropes lluny de l'exèrcit i foren debilitats pels atacs del geníssers que eren bons arquers. Com que l'ala esquerra es començava a desorganitzar, Muhammad Sultan va demanar a Timur permís per atacar els otomans al centre i recolzar a l'ala esquerra; l'exèrcit de Samarcanda va marxar endavant amb les forces d'elit els bahatur o bahadur (els braus) i van enfonsar el centre otomà, rebutjant mes d'una vegada als serbis de Esteve Llatzerevitx; però el centre es va tornar a recuperar i la batalla es va fer mes dura. Els serbis resistien les carregues; els contingents d'Aidin, Germiyan, Mentese i Sarukhan van reconèixer als seus antics prínceps en l'exèrcit de Timur i van parar de combatre i l'exèrcit d'Anatòlia es va desorganitzar a causa d'això. A l'ala dreta de Baiazet I només resistien els propis soldats de l'exèrcit otomà imperial i els contingents serbis de Esteve Llatzerevitx. L'exèrcit de Rumèlia, delmat i desmoralitzat, va vacil·lar i va recular en diversos punts; les tropes de Pir Muhammad ibn Umar Xaikh, Iskandar, els amirs Xah Malik, Xaikh Nur al-Din i Ali Burunduk, es van apoderar dels turons on era la infanteria otomana. Les reserves de Timur van arribar fins a Bahadir Tepesi.
Considerant inútil resistir, Ali Paixà va donar senyal de retirada. Com home d'estat experimentat es va emportar en la seva fugida al fill gran de Baiazet I, Suleyman, que secretament aspirava a apoderar-se del tron en prejudici dels seus germans. Nurad Paixà, agha dels geníssers, Hasan i Ali Beg el van acompanyar fins a Brusa i després a Europa.

## Conseqüències de la batalla (1402)
Tot i la seva oposició, Mehmet Celebi fou portat fora del camp de batalla pels amirs d'Amasya i conduit a aquesta població. Mustafà Celebi va desaparèixer en la confusió i segons alguns hauria estat mort. Isa i Musa van poder fugir entre els darrers fugitius de la derrota. Les tropes malcontentes els seguien, una allau de soldats fugitius per tot arreu.
Només el contingent serbi resistia encara a Malik Shah però era inútil i finalment la derrota es va consumar. Timur va ordenar llavors a la reserva de caure damunt de les tropes derrotades. Miran Xah i Xah Rukh van avançar també per recolzar l'atac. Es va produir una carnisseria. Esteve Llatzerevitx es va obrir pas a traves dels enemics i va arribar fins al sultà Baiazet I i li va suplicar de seguir-lo. Veient que tot estava perdut va decidir cobrir amb els serbis la fugida de Suleyman cap a Brusa. Les ales otomanes ja estaven fora de combat, els soldats morts o fugits. Baiazet I, abandonat pels fills, els paixes i els begs i per les tropes regulars i auxiliars, es va quedar sol amb els geníssers i els serbis. Va ocupar el turó de Čatal, arrabassat als sis esquadrons de Muhammad Sultan que havien sortit per combatre l'ala dreta otomana; Minnet Beg li va aconsellar de fugir disfressat i es va comprometre a retenir a l'enemic amb els geníssers i els serbis fins que el sultà estigués segur. Però Baiazet I no ho va acceptar ja que considerava això com un deshonor. Entristit pels retrets de Karaja, naib de Brusa, que li retreia la ingratitud dels fills i la seva pròpia parsimònia, Baiazet I va decidir resistir amb els fugitius que l'havien seguit. Timur ja s'havia adonat que al turó de Čatal i havia l'estendard del sultà i va enviar allí al mirza Abu Bakr i als emirs de l'ala dreta i l'ala esquerra amb totes les forces; ell mateix va avançar amb les seves tropes d'elit acompanyat de Mirza Xah Rukh, Miran Xah, Sultan Husayn i Sulayman Xah. El turó de Čatal (Čatal Tepesi) va quedar rodejat per tots cantons i fou atacat de front; els geníssers van resistir rebutjant als atacants per les pendents del turó cap a la plana. Els soldats otomans no tenien aigua ja que Timur controlava la única accessible i la seva resistència era cada cop menor, però van poder aguantar fins a la nit. Quan ja només quedaven 300 guerrers, Baiazet I va decidir fugir.
Després d'una cruenta lluita, la companyia que custodiava el lloc on s'aixeca avui dia el poble de Sighirli Hajji, es va enfonsar. Sota una pluja de fletxes, Baiazet I va aconseguir allunyar-se tres o quatre farsakhs (12 o 16 km). Timur es va adonar de la fugida del seu enemic i va enviar a Mahmud Khan amb les seves tropes fresques, a perseguir-lo. El van localitzar prop de Saraijik. El cavall de Baiazet I va caure i el sultà fou capturat pel Khan genguiskànida de Transoxiana Sultan Mahmud Khan que després va acabar mort. Els seus companys Firuz Beg (beglerbeg de Rumèlia), Minnet Beg, Mustafà Beg, Timurtaix Beg i Ali Beg i Yakhshi Beg foren capturats quan intentaven deslliurar al sultà.
Fou portat amb les mans lligades a Timur que el va fer deslligar i li va mostrar molt de respecte.
El governador d'Ankara Yakub Beg o Yusuf Beg va rendir la plaça i va pagar un tribu de sang per evitar represàlies i un rescat pel respecte dels bens. A perseguir a Suleyman, Tamerlà va enviar al seu net Muhammad Sultan amb ordre de capturar-lo i matar a qui s'hi oposés. A Xaikh Nur al-Din el va enviar a saquejar Brusa.
Els mirzes Sultan Husayn i Iskandar i els amirs Sulayman Xah, Rustem Tugha Bugha i Said Khoja foren enviats a ocupar Ak Shehir i Kara Hissar i enviar destacaments cap a Alayya i Antalya.
El mirza Abu Bakr va rebre ordre d'atacar Iznik i avançar amb la cavalleria fins a Tarakli Yeñijes i Hissar.
L'emirzade Khalil Sultan, acompanyat de l'emir Mubashir Bahadur i Dewlet Timur Tawwaji es va dirigir a Samarcanda per cobrir les fronteres de l'imperi pel costat de Turkestan.
L'amir Xah Rukh fou enviat al front de deu tumans cap a Istanoz i Guzelje amb ordres de tallar la ruta de la mar Negra.
Muhammad Sultan va colpejar el primer amb els cossos de Jahan Xah, Xaikh Nur al-Din, Abu Bakr i Sündjuk. Va arribar a Brusa en cinc dies i cinc nits i va entrar a la ciutat el 3 d'agost de 1402 al front de 4000 o 5000 homes (dels 30.000 sobre els que tenia el comandament) però tot i la seva diligència ja Suleyman s'havia escapat de Brusa amb la major part del tresor. Atacats pel pànic, els habitants es van refugiar als afores a les altures de Keshish Daghi; d'altres van fugir cap a la costa. La capital otomana es va rendir sense oposar resistència. Xaikh Nur al-Din va ocupar el castell i es va apoderar de les restes del tresor de Baiazet I que va enviar, per mitjà de Xams al-Din al-Malik, a Timur.
Muhammad Sultan va continuar la persecució i la ciutat de Brusa fou cremada. Els notables locals, Mawlana Shaikh Mehmed ben Yusur al- Jezeri, l'autor del cèlebre Hasn Hasin, el seu fill Mehmed, l'ambaixador a Egipte, el cadi de la vila Shaikh Mawlana Shams al-Din Mehmed ben Mehmed Fenari i Shaikh Shams al-Din Sayyid Mehmed Bukhari (Emir Sultan), el gran patró de Brusa, foren enviats a Kutahiya on estava Timur (que els va deixar lliures).
També fou capturada la princesa sèrbia Olivera, esposa molt estimada de Baiazet I així com dues filles del sultà i la filla d'Ahmad ibn Uways (promesa de Mustafà) que s'havia quedat a Yeni·Shehir.
Els presoners cristians incloent un comte hongarès i un bastard del comte de Savoia foren alliberats per ordre expressa de Timur.
Mentre Muhammad Sultan, amb el gruix de les seves tropes, va netejar la costa, fins als límits de Tràcia, de les darreres restes de otomans.
L'amir Sündjuk, al front d'un destacament, va assolar les rodalies de Iznik. Yeñi Shehir fou saquejada i destruïda. Una part important de l'exèrcit otomà amb el cos de serbis d'Esteve i Vuk Llatzerevitx, aprofitant el temps perdut pels timúrides en el saqueig de Brusa, havia arribat a la costa i encara que es va trobar amb manca de vaixells i van haver de fer un bon tomb; van poder creuar els Dardanels a la rodalia de Canakkale (Kalei Sultaniye). Entre els prínceps serbis nomes Gregori Brankovitx fou capturat pels timúrides; però l'objectiu suprem era la captura de Suleyman i Abu Bakr es va llençar al seu darrera matant i saquejant tot el que trobava al seu pas. Va ocupar sense problemes la vila fortificada d'Iznik que fou saquejada. Al acostar-se, Sulayman va fugir corrent amb els 5.000 homes que seguien amb ell. Les seves dones van caure a mans d'Abu Bakr que ho va comunicar a Muhammad Sultan, que havia quedat al camp de Mikhalij, proper a Brusa. Muhammad Sultan va anar a Yeñi Shehir on es va casar amb la filla gran de Baiazet I.
Suleyman va aprofitar el respir per iniciar converses amb els habitants de Constantinoble als que va oferir una aliança i els va demanar ajut per passar a Tràcia. L'estret estava vigilat per vaixells romans d'Orient i genovesos que seguint ordres de Timur havien d'oposar-se al pas de l'exèrcit otomà. Hi havia també unes galeres que la república de Venècia havia promès enviar a la zona, Segons Giovanni Cornaro, comissari d'una galera cretenca i testimoni ocular dels fets, el senat venecià havia aprovat cooperar amb Timur en la destrucció de l'exèrcit otomà, cosa que tot i no estar acreditada sembla molt probable per les activitats venecianes prèvies: participació en la creació d'una lliga anti otomana, compra dels estats del senyor de Lepant i mesures per la salvaguarda de les colònies pròpies (Coron, Modon, Creta i Negrepont). És possible que també hi haguessin tres galeres que havien compromès Atenes i Rodes.
Els venecians van vigilar be l'estret però els armadors i mercaders genovesos, a nivell individual, van cobrar sovint per transportar fugitius, als quals després empresonaven i venien com esclaus o simplement els mataven. Els vaixells grecs i catalans també van participar en aquest tràfic però sembla que d'una manera menys criminal.
Per no enemistar-se als otomans, Bertuccio Diedo, vice capità de les galeres venecianes de Romania va seguir l'exemple de genovesos, catalans i grecs. Venècia no volia la guerra per no comprometre el seu domini a la mar Egea, i desplegava tots els seus esforços en salvar Atenes assetjada per Antonio Acciajouli. La guarnició d'Atenes s'havia incrementat fins a 56 homes i la cavalleria fins a 55; el podestà d'Atenes Nicolas Vitturi fou autoritzat a una despesa de 200 hyperpres per fortificar l'Acròpolis.
Sabia també que la sereníssima havia rebutjat armar un nombre mes gran de galeres al·legant les despeses fetes a l'Orient i les quatre galeres enviades a Negrepont, i inspirat en aquesta política, després d'haver criticat públicament als genovesos va seguir el seu exemple un parell de dies després. D'acord amb Giovanni Cornaro, comissari d'una galera cretenca, i amb altres barques, va transportar turcs sobre els que van cometre moltes exaccions i extorsions.
Suleyman Celebi va aconseguir passar a Grècia i seguint els consells de Ali Paixà va agafar el camí d'Adrianòpolis. Timur pel seu costat anunciava la seva fabulosa victòria a les principals viles de l'imperi i agafava la direcció de la persecució. En sis etapes va arribar a Siwri Hissar, va seguir a Kutahiya, on es va apoderar del tresor de Timurtaix. Va enviar els seus amirs Xah Malik i Abdul Karim ben Hajji Saif al-Din contra les tropes otomanes errants entre Gerede i la península de Kodja-Eli i els límits de la província de Mentese. Sultan Husayn i Iskandar van saquejar el campament del cap turcman Kopek, ocupant ràpidament Ak Shehir i Kara Hissar i assolant l'emirat d'Hamid; van obtenir un rescat de la vila de Ak Sarai. Sulayman Xah es va dirigir a Konya on va establir el seu quarter general mentre els mirzes, precedits per Said Khoja, anaven cap a Aidin que fou saquejada.
Xah Malik es va dirigir després a les províncies del sud. Keči Burlu a Hamid fou saquejada; Atalya (Antalya), a Teke, va patir la mateixa sort si bé allí van morir els amirs Xaikh Ali Seilani i Xaikh Hajji Sulduz. Xah Malik va assolar els emirats de Teke i Mendeixia i va arribar a les ribes de la mar Mediterrània. Tota la regió fou devastada retornant aleshores al campament imperial.
Sense saber si Timur passaria a Grècia, els romans d'Orient no gosaven acceptar la proposta de pau de Suleyman, que consistia en la cessió de Gal·lípoli, un territori a la costa de Tràcia i la cessió de la flota, a canvi de la pau. Però Timur no pensava anar a Grècia perquè li mancava una flota segura. Només estava insatisfet amb alguns capitans de galeres grecs, genovesos i venecians però no eren raó suficient per fer el pas. Timur creia que Suleyman i l'emperador romà d'Orient es doblegarien a les seves exigències sense necessitat de campanya i que per tant podia tornar a Àsia. Pensava restablir a Baiazet I com a vassall tributari i encarregar-li la defensa de l'islam a l'occident.
En aquest moment Venècia passava per dificultats perquè Antonio Acciajouli havia aconseguit ocupar la ciutat baixa d'Atenes (mercès a la traïció dels locals, contraris als venecians) i ja nomes l'Acròpolis d'Atenes resistia. El senat venecià va ordenar al batlle de Negrepont d'enviar 200 o 300 cavallers per deslliurar Atenes (agost del 1402). El batlle va anar amb els cavallers i prop de 6000 infants, però fou emboscat al pas dels anaforites per Antonio, amb 500 homes, i els va derrotar. Després va tornar al setge de l'Acròpolis.
Venècia va témer per la mateixa Negrepont i va enviar delegats per negociar la pau; però Antonio, segur de que els turcs no el molestarien, va seguir calmadament el setge que va durar 17 mesos; finalment esgotades les provisions els assetjats, manats per Vitturi i Montona es van rendir i van poder marxar a Negrepont que els venecians mentre havien posat en estat de defensa. El 1403 el mariscal Boucicaut va intentar capturar el castell de Sant Angelo a l'illa de Corfú; els genovesos foren derrotats prop de Doukades. Però els venecians no volien participar en aquesta expansió violenta i buscaven expandir-se per la diplomàcia.
La seva aliança amb Gènova, l'emperador Joan VII, el duc de Naxos i els Hospitalaris, per mig de l'ambaixador Pietro Zeno senyor d'Andros, va pressionar a Suleyman Celebi (1404) que finalment va reconèixer la propietat d' Atenes per Venècia amb una franja de terreny de 5 milles d'amplada a tot el llarg de l'altre costat de l'illa de Eubea, però no serà efectiva perquè Antonio no volia entregar la ciutat ni el territori i ningú el volia/podia forçar (i a mes tenia el suport del Papa, del rei de Nàpols i del cardenal Angelo Acciajouli); Suleyman també va cedir a l'Imperi Romà d'Orient diverses terres: les Esporades Septentrionals, Salònica, Península Calcídica, la regió del Galiko al Vàrdar i la retrocessió de la costa de Tràcia, de Mesèmbria a Panion a la mar de Màrmara (a mes de quedar exempt del tribut que pagava anteriorment i del compromís de rebre ajut de la flota otomana en cas d'atac a Constantinoble); va aprovar la recent transferència del Comtat de Salona feta per Teodor Paleòleg de Mistra als Hospitalaris (que posseïa aquesta ciutat i Làmia per haver-la ocupat l'agost del 1402 en nom de la comtessa Helena Cantacuzè) a mes de rebre l'Ordre una pensió per haver restituït Corint al despotat de Morea (el dèspota de Morea va entrar a Corint el 14 de juny de 1404); va eximir a Jaume I Crispo del ducat de Naxos del tribut que pagava als governadors turcs de Altoluogo (moderna Selçuk, antigament Aya Soluk o Ayasuluk) i Palatia (antiga Milet, moderna Balat); i va mantenir sense apujar el tribut que pagava el marques Jaume I de Budonitza tot i que havia conspirat contra el govern turc de Tessàlia. Gènova va quedar exempta del tribut per les seves factories de la mar Negra i va quedar alliberada del tribut de 500 ducats que pagava per la factoria de Focea Nova; i la mahona de Quios també fou alliberada del tribut de 500 ducats que pagava al senyor turc d'Altoluogo.
Per salvar la cara de tothom es va arribar a un acord pel qual Antonio Acciaouli tindria la terra, castell i ciutat d'Atenes en vassallatge de Venècia amb la condició de pagar un tribut simbòlic anual (enviar un pali de seda de valor 100 ducats) a l'església de Sant Marc, fer la pau i la guerra seguint al seu senyor, no donar asil als enemics de Venècia, contribuir a la defensa de les possessions venecianes adjacents, pagaria compensacions als venecians expropiats durant la guerra, al govern venecià pel valor de les municions trobades a l'acròpolis i restauraria els bens del darrers governador venecià d'Atenes als seus hereus; a més desterraria al metropolità grec Makarios que havia escapat de la presó veneciana. A canvi Venècia el perdonava i l'acollia com a protegit. No obstant el pali mai es va enviar i tampoc es va cedir la franja de terra enfront d'Eubea, i segurament altres parts del acord no es van complir. Finalment, davant les amenaces, Antonio va acceptar la cessió de la franja però amb la condició de conservar les fortaleses que hi havia (Sykaminon i Oropos) i qualsevol que construís en el futur.
Només Esteve Llatzerevitx no va guanyar res amb la seva valentia a Ankara. Rival amb Jordi Brankovitx, es va atreure l'hostilitat de Suleyman. Es va retirar cap als seus estats i a Tchirmen o Čermen, prop d'Adrianòpolis, al Maritza, Saruja Paixà li va barrar el pas i va haver de seguir per mar; a Gal·lípoli el vaixell d'Esteve i del seu germà Vuk fou atacat per 16 vaixells otomans. El 21 de novembre de 1402 va enfrontar als Brankovitx, sostinguts pels otomans, a Kosovo Polje, i els va derrotar però encara que això li va permetre conquerir la supremacia sobre els Brankovitx i engrandir els seus dominis amb l'adquisició de Belgrad, del Banat de Mačva, de les valls de Kolubra i Tamnava, i de les poblacions de Valjevo i Sokol, tampoc aquesta victòria li aportarà res dels otomans al tractat de 1404 on es va decidir que continuaria pagant el tribut que s'havia fixat el 1389 i hauria de aportar el mateix contingent si bé el servei personal li fou estalviat; aquestes condicions el devien acostar a Segimon de Hongria que el podia ajudar a reunir sota el seu ceptre els territoris dels Llatzerevitx, els Brankovitx i els Balxa.
La victòria de Timur va tenir diversos efectes a Grècia: el dèspota de Morea va ocupar l'antic Comtat de Salona i Zeitun; el marquesat de Budonitza va recuperar la independència mitjançant un tribut; el ducat de l'Arxipèlag o Naxos va deixar d'estar amenaçat.
El príncep de Valàquia, Mircea va rebre de Suleyman les regions tàrtars, les dues ribes del Danubi fins a la mar i Silistra i jugarà aviat un rol important al sud-est d'Europa on aportarà un sultà (en la persona de Musa I).

## Conquesta d'Esmirna (1402)
Aprofitant la psicosis que la victòria de Timur havia causat, el conqueridor va decidir explotar-la i va convidar a Kutahiya al regent de l'imperi Joan VII i a la comuna de Pera a enviar una ambaixada per discutir la qüestió del tribut. Va manifestar la seva intenció de viure en pau amb els cristians si aquests donaven proves de bona voluntat. Dos representants de l'emperador i dos de Pera (el podestà Bartolomé Rosso i el seu lloctinent Janot Lomellino) van marxar de Constantinoble el 2 de setembre de 1402 per anar a veure a Timur. Es va fixar el import del tribut.
Dues ambaixades van sortir de Guzelje Hissar encarregades de intimar a Suleyman Celebi de presentar-se a la cort imperial o d'enviar un tribut (peshkesht). Al sultà mameluc Al-Malik Fàraj se’l va convidar a gravar el nom del conqueridor en les monedes de Síria i Egipte i de llegir el seu nom a la khutba dels divendres.
Timur es va enfrontar a un altre problema: la dinastia nacional xinesa dels Ming, que havia substituït la dinastia mongola Yuan, reclamava l'homenatge que els kans de Txagatai i Hulagu (Il-kan) havien prestat al emperador mongol Kubilai. Timur va decidir de desvincular-se d'aquesta mena de vassallatge i esdevenir un “Fill del Cel” amb l'excusa de convertir el país a l'islam.
En evitació de acusacions sobre afebliment de la lluita a favor del islam per la seva victòria sobre els otomans, Timur va decidir obtenir una victòria important sobre els cristians transformant la campanya en una guerra santa i va triar la ciutat d'Esmirna (Izmir) que pertanyia als Cavallers de Sant Joan (de Rodes) i que havia estat assetjada sense èxit per Murat I i per Baiazet I.
Va sortir de Kutahiya i es va dirigir al sud. Se li van unir contingents enviats per l'amir Sulayman Xah i Amir Sünjuk. Va arribar a Altintash i a Balik es va trobar amb l'ambaixador de Suleyman Celebi, el cadi Shaikh Ramadan amb regals. Per Turghuzlu i Aidin Guzel Hissar, Timur va avançar amb Said Khoja cap a Ayasoluk (Efes), va creuar el Menderes i es va establir a Tire, a la que va exigir tribut. El gruix de l'exèrcit estava aleshores concentrat a les províncies de Germiyan i Sarukhan sobre els rius Buyuk i Kučuk Menderes. El cos de Muhammad Sultan va venir des de Yeñi Shehir per Mikhalij i Balikesri, on havia estat atacat per Ilies Subashi al front d'una tropa de camperols, i es va establir a Maghnisa. D'allí va enviar a Jahan Xah i Amir Sünjuk a assolar Berghama. Xah Rukh, amb les divisions que havien format l'ala esquerra, va ocupar el territori de Germiyan, establint el seu quarter general entre Ulu-Burlu i Keči Burlu. Mentre, treballs d'urgència es van fer a Esmirna dirigits pel capella i almirall Buffilo Panizato per completar el sistema de defensa. Esmirna estava construïda en forma d'amfiteatre en el pendent d'un turó al peu del qual s'elevava un castell que tancava el port, rodejat de tres costats per la mar i a l'istme defensada per una rasa llarga i fonda. Es considerava impregnable sobretot amb la guarnició incrementada i prou municions, diners i queviures.
Timur volia evitar un setge llarg i va enviar a Pir Muhammad ibn Umar Xaikh i a Xaikh Nur al-Din a convidar els cavallers a convertir-se a l'islam i pagar tribut (jizya) cosa que fou refusada. Les forces de Timur es van presentar a Esmirna el 2 de desembre de 1402. Muhammad Sultan amb l'ala esquerra i MiranXah i Abu Bakr amb l'ala dreta, se li van unir; Timur va llençar el seu centre contra les fortificacions del istme; els aparells de setge i els miners van treballar al màxim. Al mateix temps Timur va ordenar a Xah Malik de construir una plataforma sobre pilars sòlids destinada a tancar l'accés al port dels vaixells; després d'uns dies setge, a l'arribada de la totalitat de les tropes dels mirzes Muhammad Sultan i Miran Shah es va ordenar el assalt general; les maquines van disparar contra els murs i els assetjats van fer front a una pluja de fletxes; la nafta i el foc grec es van utilitzar així com aparells de llençar pedres sense descans; tot això es produïa sota una intensa pluja; al segon dia els sapadors van poder minar les muralles; els pals que les aguantaven foren cremats i tota la línia de fortificacions va saltar pels aires cobrint milers de combatents d'escombraries. Le forces de Timur van procedir a l'assalt i encara que la resistència fou ferotge els timúrides van ocupar la vila i els cavallers es van haver de refugiar als vaixells (5 de gener de 1403). Els cristians de la ciutat foren massacrats i la vila destruïda. Els vaixells que havien anat a ajudar la ciutat van haver de fugir pels efectes de les catapultes de Timur.
La Focea Vella (Focea Vecchia), amenaçada per Muhammad Sultan, es va sotmetre a temps, seguint l'exemple de Focea Nova (Focea Nuova), que havia enviat un ambaixador de nom Messer Galeazzo a Timur per rendir-se (fou ocupada el 22 de setembre de 1402). Francesc II Gattilusio de Lesbos també es va rendir oferint a Muhammad Sultan de pagar tribut. La mahona genovesa que posseïa (en front d'Esmirna) l'illa de Quios (Chios) va fer homenatge a Timur. Isa Celebi, un dels fills de Baiazet I, també a enviar una ambaixada en aquest sentit.
Gairebé tota Anatòlia estava ocupada però quedava certa resistència: Mehmet Celebi per un costat; també s'havia organitzat algun grup pel seu compte com els camperols de Ilies Subashi a Balikeshir; es produïen algunes escaramusses entre Brusa i Kutahiya; hi va haver un enfrontament sagnant a Guzel Hissar; i es va produir una temptativa de fugida de Baiazet I.

## Restabliment dels beilicats o emirats turcmans (1402)
Pels seus espies, Timur estava al corrent de les temptatives de Ibrahim Beg i Kisir Beg de reunir un exèrcit al sud d'Ak Shehir com havia fet Mehmet Celebi que va aconseguir restablir el prestigi dels exèrcits otomans després d'algunes victòries menors sobre Kara Yahya, el nebot d'Isfendiyar, Kara Dewlet Shah, Kubad Oghlu, Inal Oghlu, Gozler Oghlu i Kopek i Mezid.
Davant d'això Timur va decidir restablir solemnement als emirs deposats pels otomans. Muhammad II, fill d'Ala al-Din, ja havia rebut la sobirania hereditària de l'emirat de Karaman amb Konya, Laranda, Ak Saray, Alayya i Ak Shehir. Les ciutats de Kir-Shehir, Siwri-Hissar i Bey Pizar foren entregades a Mustafà Jenabi que fou confirmat per Timur abans de sortir d'Anatòlia.
Timur va conferir a Yakub II l'emirat de Germiyan amb les ciutats de Kutahiya i Kara Hissar. Va restaurar a Mubariz al-Din Isfendiyar a Kastamonu, Kianghri, Sinub (Sinope), Kalejik i Hissar Oku. A Ayasoluk fou restaurat Muhammad Beg de Mentese, mentre que el seu fill Shudja al-Din Ilyes va rebre Cària amb Balat.
Als prínceps d'Aidin, Isa Beg II i Omar II se’ls va retornar la Jònia i a l'emir Khidr Shah Beg la Lídia mentre el seu germà Urkhan Beg rebia la regió de Maghnisa i Osman de Teke la Pamfília.
Els vassalls fidels de les províncies fronteres van rebre territoris dels seus veïns: Tahartan d'Erzincan, Xaikh Ibrahim de Shirwan i Kara Yuluk Osman dels Ak Koyunlu.
A fi i efecte de controlar Anatòlia, Timur va esperonar els conflictes entre els fills de Baiazet I. Va acollir amb benevolència al cadi Shaikh Ramadan que per dues vegades va anar a retre-li homenatge en nom de Suleyman Celebi, al que finalment va investir amb les províncies otomanes d'Europa. Però al mateix temps va reconèixer els drets d'Isa Celebi sobre l'herència otomana de Anatòlia però va donar la capital Brusa al fill de l'hereu apartat (Sawji). Mehmet Celebi havia aconseguit dominar la regió entre Amasya i Tokat, i també es va anar a sotmetre a Timur per mitjà del seu ambaixador Mehmed Sufi.
Anticipant-se al retorn de Manuel II, cridat per Timur, Joan VII li va anar a prestar homenatge. El rei de Castella Enric III li va enviar dos ambaixades i l'emperador Manuel III de Trebisonda li pagava tribut. Carles VI de França i Enric IV d'Anglaterra el felicitaven per la victòria sobre l'enemic comú. A instancies del arquebisbe Joan de Sultaniya, els reis de França i Anglaterra van estar disposats a iniciar la llibertat de comerç reciproca pels mercaders.

## Timur abandona Esmirna (1403)
Timur va sortir d'Esmirna i va anar a campar a Ayazlik on se li va unir Suleyman Xah que havia sortir d'Ankara per la via d'Effak i s'havia unit a les forces de Xah Rukh a Kara Igaje, per després separar-se per anar a la cort; després de l'audiència va reunir-se altre cop amb Shah Rukh. Hauria estat també aquí on va arribar l'ambaixada del senyor de Quios, amb la que es va fixar el tribut i va obtenir la protecció de l'emperador, podent retornar a l'illa.
Timur va enviar al príncep Iskandar ibn Umar Xaikh al país de Bezem, que fou devastat entrant a la capital on es va fer considerable botí, retornant al campament imperial. Llavors Timur va aixecar el campament d'Ayazlik i es va dirigir a Tanguzlik. Ignorant la tímida oposició d' Ibrahim Beg i de Khidr o Kisir Beg que reunien un exèrcit al sud d'Ak Shehir, Timur va reunir les seves forces a Deñizli-Ladik on se li va reunir Muhammad Sultan procedent de Magnèsia del Meandre per la via d'Alashir, que arribava amb un reduït contingent; Timur li va confiar el comandament de l'ala dreta de l'exèrcit i li va ordenar dirigir-se per la ruta d'Ankara fins a Kayseri on el propi Timur pensava establir el campament imperial.
Ell mateix va agafar la mateixa ruta però per Sultan Hissar, on va liquidar un grup de camperols hostils que s'havien reunit a les muntanyes properes i va concedir les viles de Kütahya, Tanguzlik i Kara Hissar i tot el país de Germiyan (Germiyan Ili) a l'emir Yakub II Celebi; després Timur va seguir cap a Ulug Burlugh (Ulu-Burlu). Allí se li va unir Xah Rukh que venia dels seus quarters d'hivern i la ciutat fou atacada i el castell ocupat després d'uns dies (25 de gener a 23 de febrer) i fou arrasada en revenja per la mort de l'amir Jalal Lisan durant els combats.

## Conquesta d'Egridir (1403)
Timur va decidir ocupar Egridir, vila del país d'Hamid (Hamid Ili) situada a la vora del llac Felek Abad, a un dia de marxa mes o menys. Els mirzes Xah Rukh, Iskandar i Sultan Husayn, recolzats pel cos de Xaikh Nur al-Din, Shaikh Mali, Ali Sultan Tawwaji i Sünjuk Bahadur, van arriba a la vesprada a Egridir (19 de febrer de 1403) i la van ocupar l'endemà en unes hores (20 de febrer de 1403) i la major part dels habitants foren massacrats mentre la resta va poder fugir en els vaixells i es va refugiar en una illa del llac anomenada Nisi o Nisibin (l'altra illa del llac, mes petita, s'anomena Ghulistan) on hi havia una fortalesa. En aquesta fortalesa els habitants de Egridir havien depositat tots els seus bens, i Timur n'havia tingut notícies; com que de fet era l'objectiu principal, els que es van refugiar a l'illa també foren atacats pels amirs, que per arribar-hi van utilitzar algun rai fet amb pells de cavalls i de bou. El governador Shaikh Baba va aconseguir amb dificultats el respecte a la seva vida i de la seva família, i la dels refugiats que fou concedida amb la condició de que sortissin immediatament abandonant els seus bens, tots els quals van caure en mans de les forces de Timur i repartides entre els amirs i els seus homes.
En el mes de febrer, a Ulu Burlu, Timur va saber que Baiazet I estava malalt i va ordenar als seus metges de tractar-lo com si fos ell. Pocs dies després igualment va saber que el seu net favorit i hereu al tron, Muhammad Sultan, també estava malalt i va enviar un metge al campament del príncep